# Infiammabilità
L'infiammabilità è la facilità con cui un materiale (ad esempio una sostanza o una miscela) brucia causando fuoco o combustione.
Un materiale definito infiammabile, subisce una reazione chimica di combustione con l'ossigeno molto rapida e con estrema facilità (cioè in condizioni ambientali che si possono verificare frequentemente).
La caratteristica principale è che questa reazione emette grandi quantità di calore e una fiamma (non sempre visibile).
Per generare una combustione occorrono sempre:
- combustibile (sostanza che brucia)
- comburente (sostanza che partecipa alla reazione)
- innesco (sorgente di energia che fa partire la reazione)

Quindi una sostanza è infiammabile se con la giusta quantità di aria e in presenza di innesco si infiamma (portando in alcuni casi all'esplosione).
Alcune sostanze volatili possono essere infiammabili (o esplosive) anche a temperatura ambiente.
Per capire meglio quali sono le condizioni in cui si verifica l'accensione, e quindi manipolare in sicurezza tali composti, sono stati svolti degli esperimenti empirici controllando il comportamento della sostanza infiammabile in presenza di diversi quantitativi di aria. Queste miscele aria/sostanza (la cui composizione è rappresentata come percentuale in volume) generalmente non sono tutte infiammabili, in quanto esistono dei valori che delimitano l'infiammabilità; tali valori delimitano il cosiddetto "campo di infiammabilità".
Ciò significa per esempio che per alcuni combustibili se è presente molta aria e poca sostanza, oppure molta sostanza o poca aria ci sono poche possibilità di infiammarsi. Esistono comunque delle eccezioni, e dal momento che questi esperimenti sono condotti sostanza per sostanza o per miscele di più sostanze è pericoloso generalizzare. Inoltre questi limiti d'infiammabilità variano al variare della temperatura, della pressione e delle condizioni in cui è condotto l'esperimento. In generale è difficile prevedere anche quando e come si possa verificare una causa d'innesco, soprattutto in ambienti non controllati.

## Liquidi infiammabili
Per liquidi infiammabili si intendono quelle sostanze liquide che presentano una forte predisposizione ad infiammarsi, causando fuoco o addirittura esplosioni, e quindi pericolo per l'incolumità umana, ad esempio la benzina o l'etanolo (alcol). 
I liquidi infiammabili sono sovrastati da vapori infiammabili (tensione di vapore), per cui è più utile indicare i limiti di infiammabilità in relazione alla temperatura.
Per ragioni di sicurezza queste sostanze devono riportare un'indicazione che le renda riconoscibili (in Unione europea una delle "frasi H"), e devono essere trasportate rispettando particolari precauzioni.

## Polveri infiammabili
Dal momento che è quasi contro-intuitivo, la pericolosità delle polveri da punto di vista dell'infiammabilità è stata negli anni sottovalutata. Anche materiali che in massa non mostrano caratteristiche di infiammabilità, sotto forma di polvere possono bruciare, infiammarsi ed esplodere.

## Simbologia
Il simbolo di materiale infiammabile comunemente adottato rappresenta una fiamma. Tale simbologia è utilizzata in appositi pittogrammi di sicurezza definiti da diverse normative sulla sicurezza, tra cui il Globally Harmonized System (GHS), l'Accordo europeo relativo al trasporto internazionale su strada delle merci pericolose (ADR) e lo standard internazionale ISO 7010.

Simbolo convenzionale identificativo di materiali infiammabili nel sistema GHS (adottato anche dall'UE)
Simbolo convenzionale identificativo dei materiali infiammabili nell'UE (fino al 2010)
Esempio di simbolo dell'ADR rappresentante un materiale infiammabile
Segnale di pericolo associato alla presenza di materiali infiammabili secondo la norma internazionale ISO 7010.